# Kedida Gamela
Kedida Gamela ou Kediada Gambela est un woreda du centre-sud de l'Éthiopie situé dans la zone Kembata. Situé autour de Durame, ce district a 89 391 habitants en 2007. Sa partie orientale s'en détache sous le nom d'Adilo au début des années 2020. Les deux districts font partie de la région des nations, nationalités et peuples du Sud jusqu'au transfert de la zone Kembata Tembaro dans la région Éthiopie du Centre en août 2023.
Le district entoure Durame dans le sud de la zone Kembata. Il est limitrophe du woreda spécial Alaba au nord-est, de la zone Wolayita au sud-ouest et de l'exclave méridionale de la zone Hadiya au sud.
Sa principale agglomération est la ville d'Adilo située 13 km au sud-est de Durame et desservie par la route Wolayta Sodo-Shashamané.
| Angacha          | Damboya       | Alaba            |
| Kacha Bira       | Kedida Gamela |                  |
| Mirab Badawacho  |               | Misraq Badawacho |
| Enclave : Durame |               |                  |

Le recensement national de 2007 fait état d'une population de 89 391 habitants dans le district dont 5 % de citadins qui sont les 4 660 habitants de la ville d'Adilo.
Environ 76 % des habitants sont protestants, 11 % sont catholiques, 10 % sont musulmans et 2 % sont orthodoxes.
En 2022, la population est estimée sur le même périmètre à 122 753 personnes avec une densité de population de 696 personnes par km2 et 176 km2 de superficie,.
Entre-temps, au début des années 2020, le détachement de 79 km2 au bénéfice du district d'Adilo réduit d'autant le territoire de Kedida Gamela,.